# مارتي براون
مارتي براون (بالإنجليزية: Marty Brown)‏ هو لاعب كرة قاعدة أمريكي، ولد في 23 يناير 1963 في لوتون في الولايات المتحدة.

## وصلات خارجية
- مارتي براون على موقع دوري كرة القاعدة الرئيسي (الإنجليزية)
- مارتي براون على موقع الدوري الياباني لكرة القاعدة (الإنجليزية)
- مارتي براون على موقعبيزبول رفرنس.كوم (الدوري الرئيسي) (الإنجليزية)
- مارتي براون على موقعبيزبول رفرنس.كوم (الدوري الثانوي) (الإنجليزية)
- مارتي براون على موقع إي إس بي إن.كوم (أم.أل.بي) (الإنجليزية)
- مارتي براون على موقع مشجعي الرسوم البيانية (الإنجليزية)